# العاضد لدين الله
العاضد لدين الله  أبو محمد عبد الله بن يوسف  ولد حسب رواية المقريزي يوم الثلاثاء لعشر من المحرم سنة 546 هجري وبويع لثلاث عشرة من رجب سنة 555 هجري وعمره يومئذ تسع سنين.

## خلافته
يروي المقريزي في اتعاظ الحنفا في أحداث عام 555 هجريا:
""وذلك أنه لما مات الخليفة الفائز ركب الصالح بن رزيك إلى القصر بثياب الحزن واستدعى زمام القصر وسأله عمن يصلح في القصر للخلافة فقال: ههنا جماعة.
فقال: عرفني بأكبرهم.
فسمى له واحداً فأمر بإحضاره.
فتقدم إليه أمير يقال له علي ابن مزيد وقال له سراً: لا يكن عباس أحزم منك رأياً حيث اختار الصغير وترك الكبير واستبد بالأمر.
فمال إلى قوله وقال للزمام: أريد منك صغيراً.
فقال: عندي ولد الأمير يوسف بن الحافظ واسمه عبد الله وهو دون البلوغ.
فقال: علي به.
فأحضر إليه بعمامة لطيف وثوب مفرط وهو مثل الوحش أسمر كبير العينين عريض الحاجبين أخنس الأنف منتشر المنخرين كبير الشفتين.
فأجلسه الصالح في البادهنج وكان عمره إحدى عشرة سنة.
ثم أمر صاحب خزانة الكسوة أن يحضر بذلة ساذجة خضراء وهي لبس ولي العهد إذا حزن على من تقدمه وقام وألبسه إياها.
وأخذوا في تجهيز الفائز فلما أخرج تابوته صلى عليه وحمل إلى التربة.
وأخذ الصالح بيد عبد الله وأجلسه إلى جانبه وأمر أن تحمل إليه ثياب الخلافة فألبسها وبايعه ثم بايعه الناس ونعته بالعاضد لدين الله.""
كان الخليفة العاضد لدين الله صغير السن أثناء فترة حكمه، بالإضافة إلى ضعف الدولة الفاطمية في أواخر عهدها حتى وصلت إليه، مما أدى إلى تنازع الوزراء من حوله على وزارة الدولة وهو لا يحرك ساكناً، فتنازع على الوزارة كلا من شاور وضرغام، أستعان شاور بملك الشام «نور الدين محمود» وأستعان ضرغام بملك بيت المقدس الإفرنجي، فقام نور الدين بإرسال حملة من الشام لنصرة شاور، كان علي رأسها أسد الدين شيركوه وأبن أخيه صلاح الدين يوسف الإيوبي، أثناء تلك الحملة وقعت مصر موقعاً كبيرا في نفس أسد الدين، وبعد أن عاد إلى الشام ظل يحلم بها وبوحدتها مع دمشق وحلب، لتحرير بيت المقدس، فعزم مع نور الدين محمود على الخروج بحملة ثانية إلي مصر، فجرت الأمور في صالحهم عندما زحفت جيوش ملك القدس نحو مصر، وما كان من العاضد إلا أن بعث إلى نور الدين محمود، يستنجد به على ملك الإفرنج، فأرسل نور الدين حملة كبيرة بقيادة أسد الدين شيركوه، فقام الأخير باصطحاب ابن اخيه صلاح الدين معه، وما إن استتب الأمر في مصر، حتى عمل الوزير شاور على إخراج الجيش الشامي من مصر، فقتلوه بأمر من الخليفة، والذي كان ناقماً عليه من سوء سياسته، وقام العاضد بتعيين أسد الدين في وزارة جديدة، فثبت بذلك أقدام بني أيوب في مصر، وهذا ما مهد الطريق أمام صلاح الدين لحكم مصر فيما بعد.

## أحداث عصره
- نهاية دولة بني رزيك ووزرائهم.
- النزاع بين الوزير شاورو الضرغام لتولى الوزارة.
- وصول أسد الدين شيركوه وابن أخيه صلاح الدين الايوبي إلى مصر والقضاء على الضرغام.
- اسد الدين شيركوه يقتل شاور.
- استيلاء الصليبيين على صور.
- تغلغل صلاح الدين في البلاط الفاطمي.
- الخلاف بين نور الدين محمود وصلاح الدين الايوبي.

## نهاية الفاطميين
في عام 567 هجريا خطب باسم الخليفة المستضيء بأمر الله العباسي وقطعت الخطبة للعاضد لدين الله فانقطعت ولم تعد بعدها.
وذلك أنه لما ثبتت قدم صلاح الدين بمصر وأزال المخالفين له وضعف أمر الخليفة العاضد بقتل رجاله وذهاب أمواله وصار الحكم على قصره قراقوش طواشي أسد الدين نيابة عن صلاح الدين وتمكنت عساكر نور الدين من مصر طمع في أخذها.
وكتب إلى صلاح الدين وفي ظنه وظن جميع عساكره أن صلاح الدين إنما هو نائب عنه في مصر متى أراد سحبه بإذنه لا يمتنع عليه يأمره بقطع خطبة العاضد وإقامتها للمستضيء العباسي.
فاعتذر بالخوف من قيام المصريين عليه وعلى من معه لميلهم كان إلى الفاطميين ولأنه خاف من قطع خطبة العاضد وإقامة الخطبة للمستضيء أن يسير نور الدين إلى مصر وينزعه منها.
فلم يقبل منه نور الدين وألح عليه وألزمه إلزاماً لم يجد مندوحة عن مخالفته وساعدته الأقدار بمرض العاضد المرض الذي غلب على الظن أنه لا يعيش منه.
فجمع صلاح الدين أصحابه إليه واستشارهم في ذلك فاختلفوا فمنهم من أشار بقطع خطبة العاضد ومنهم لم يشر بها.
فتقدم إلى جميع الخطباء بأن يخطبوا في الجمعة الآتية للمستضيء وكتب بذلك إلى سائر أعمال مصر.
في يوم الاثنين لإحدى عشرة خلت من المحرم عشية يوم عاشوراء مات العاضد لدين الله وقامت عليه الواعبة وعظمت ضوضاء الأصوات النادبة حتى كأن القيامة قد قامت.
وكتب صلاح الدين إلى نور الدين بموت العاضد وإقامة الخطبة للمستضيء كما أشار به مع ابن أبي عصرون.
وكانت النفوس متطلعةً إلى إقامة خليفة بعد العاضد من أهله يشار إليه بالأمر فلم يرض ذلك صلاح الدين.
ومات العاضد وعمره إحدى وعشرون سنة. وكان خائنا جبانا استنجد بالزنكيين وخانهم بعد ذلك  وينقاد إليه. وكان متغالياً في مذهبه شديدا على من خالفه.

### أقوال في نهاية الدولة الفاطمية
- قال ابن خلكان: سمعت جماعة من المصريين يقولون إن هؤلاء القوم في أوائل دولتهم قالوا لبعض العلماء اكتب لنا ورقة تذكر فيها ألقاباً تصلح للخلفاء حتى إذا تولى واحد لقبوه ببعض تلك الألقاب فكتب لهم ألقاباً كثيرةً وآخر ما كتب في الورقة العاضد فاتفق أن آخر من ولي منهم تلقب بالعاضد وهذا من عجيب الاتفاق.
- قال: وأخبرني أحد علماء المصريين أيضا أن العاضد رأى في آخر دولته في منامه كأنه بمدينة مصر وقد خرجت إليه عقرب من مسجد معروف بها فلدغته فلما استيقظ ارتاع لذلك وطلب بعض معبري الرؤيا وقص عليه المنام فقال ينالك مكروه من شخص هو مقيم في هذا المسجد فطلب والي مصر وأمره يكشف عمن هو مقيم في المسجد المذكور وكان العاضد يعرفه.

فمضى الوالي إلى المسجد فرأى فيه رجلا صوفياً فأخذه ودخل به على العاضد فلما رآه سأله من أين هو ومتى قدم البلاد وفي أي شيء قدم وهو يجاوبه عن كل سؤال.
فلما ظهر له منه ضعف الحال والصدق والعجز عن إيصال المكروه إليه أعطاه شيئاً وقال له: يا شيخ ادع لنا وأطلق سبيله فنهض من عنده وعاد إلى المسجد.
فلما استولى صلاح الدين وعزم على القبض على العاضد واستفتى الفقهاء أفتوه بجواز ذلك لمخالفتهم له، وكان أكثرهم مبالغة في الفتيا الصوفي المقيم في المسجد وهو نجم الدين الخبوشاني فإنه عدد مساوئ القوم وسلب عنهم الإيمان وأطال الكلام في ذلك فصحت بذلك رؤيا العاضد.

## صلاح الدين الأيوبي
ولما مات العاضد وجد صلاح الدين من الأعلاق النفيسة والأشياء الغريبة ما تخلو الدنيا من مثله ومن الجواهر ما لا يوجد عند غيرهم مثله.
ونقل أهل العاضد وأقاربه إلى مكان بالقصر ووكل بهم من يحفظهم.
وأخرج سائر ما في القصر من العبيد والإماء فباع بعضهم وأعتق بعضهم ووهب منهم.
وخلا القصر من ساكنه كأن لم يغن بالأمس.